# 低频阵列
低频阵列（英語：Low-Frequency Array，缩写为LOFAR）是主要位于荷兰的大型射电望远镜网络，由ASTRON、荷兰射电天文研究所及其国际合作伙伴于2012年建设完成，ASTRON负责运行。